# Liste d'enseignes de la grande distribution en Afrique
Cet article présente la liste d'enseignes de la grande distribution en Afrique (dont supermarchés, supérettes, hard-discounts, etc.) classée par pays.
La plus grande enseigne de supermarché en Afrique est le groupe Shoprite, suivi de Choppies. 
Les enseignes internationales ayant le plus de supermarchés sont Carrefour, Coopérative U, Partenaire Intermarché, Auchan et SPAR.

## Afrique du Sud
- 7 Eleven (OK Franchise)
- Checkers (en)
- Checkers Hyper (en)
- Game
- Makro
- MEGASAVE (Cash & Carry)
- OK Foods Supermarket
- OK Grocer
- OK Minimark
- OK Value
- Rhino Cash & Carry
- Shoprite
- Shoprite Hyper
- Spar
- Woolworths
- USave
- USave Superstore

## Algérie
- Ardis
- Uno
- Carrefour

## Bénin
- Super U
- Franprix

## Botswana
- Choppies
- Shoprite
- Spar

## Burkina Faso
- Super U

## Cameroun
- Super U
- Spar
- Carrefour
- Casino Supermarchés
- Partenaire Intermarché

## Congo-Brazzaville
- Géant Casino
- Partenaire Intermarché

## Côte d'Ivoire
- Bonprix
- Carrefour
- Casino Supermarchés
- Leader Price
- Sococé
- Auchan
- Super U

## Djibouti
- Géant Casino

## Égypte
- Carrefour
- Lulu Hypermarket
- Makro (Metro Cash & Carry)
- Spinneys

## Eswatini
- OK
- Shoprite
- Spar

## Gabon
- Ckado
- Carrefour
- Géant
- Partenaire Intermarché
- Super U

## Ghana
- Shoprite
- Melcom
- Fairway

## Guinée Conakry
- Leader Price
- Super U

## Kenya
- Metro Cash & Carry
- Carrefour
- Uchumi (en)

## Lesotho
- Shoprite

## Libye
- Géant

## Madagascar
- Carrefour
- Super U
- Partenaire Intermarché

## Malawi
- Shoprite

## Maroc
Assouak assalam 
accima 
- Marjane
- Label'Vie
- Carrefour
- Atacadão
- BIM
- 1 nouveau discounter égyptien a ouvert quelques centaines de structure commercial sur seulement 18 ans  , entre 200 et 400

### Hypermarchés
- Aswak Assalam
- Carrefour - via Label'Vie (franchises)
- Marjane (Marjane Holding)

### Supermarchés
- Atacadao Maroc (Groupe Label'Vie)
- BİM
- Carrefour Market - via Label'Vie (franchises)
- Marjane Market (Marjane Holding)
- Super U

## Île Maurice
- Carrefour
- Monoprix
- Spar
- Super U
- Partenaire Intermarché

## Mayotte
- Carrefour
- Shopi
- Sodifram Super

## Mozambique
- Shoprite
- Spar

## Namibie
- Checkers (en)
- Choppies
- Metro Cash & Carry
- OK
- Shoprite
- Spar

## Nigéria
- Shoprite
- Spar

## Ouganda
- Carrefour
- Metro

## La Réunion (France)
- Carrefour
- Marché U
- Super U

## Sénégal
- Carrefour
- Auchan
- Elydia
- Super U

## Tunisie
- Carrefour
- Carrefour Market
- Magasin Général
- Monoprix

## Zambie
- Choppies
- Shoprite
- Spar

## Zimbabwe
- Choppies
- Spar